# سد چتز
 سد چتز  یکی از سدهای در حال بهره برداری استان زنجان است.که در شهرستان زرین آباد قرار دارد